# Station Vogelenzang (Halsteren)
Het Station Vogelenzang is een gebouw in Halsteren. Het is gebouwd aan het eind van de 19e eeuw als station aan de tramlijn Antwerpen - Tholen van de Stoomtramweg-Maatschappij Antwerpen - Bergen op Zoom - Tholen (ABT). De tram kwam van Bergen op Zoom en splitste op de plaats waar de Tholenseweg afslaat van de Halsterseweg.
Het stationnetje zelf ligt op de splitsing van de Tholenseweg en de Dorpsstraat. Het is een karakteristiek gebouw, dat vroeger altijd gekenmerkt werd door de grote bomen langs de Tholenseweg. Rond 1936 is de splitsing verbouwd, waardoor er elektrische verlichting kwam bij het station. Naast het station lag de steenfabriek Vogelenzang en de in 1996 afgebrande Lindehoeve.
Het gebouw zelf is nadat de tramlijn werd opgeheven in gebruik geweest als café en cafetaria, wat het nu nog steeds is. Het bord waarop staat Station Vogelenzang hangt er nog steeds.